# Rallye Safari 1975
Le Rallye Safari 1975 (23rd East African Safari), disputé du 27 au 31 mars 1975, est la vingt-quatrième manche du championnat du monde des rallyes (WRC) courue depuis 1973, et la troisième manche du championnat du monde des rallyes 1975 (WRC).

## Contexte avant la course

### Le championnat du monde
Plus étoffé que la saison précédente, amputée de trois manches importantes à cause du premier choc pétrolier, le calendrier 1975 comporte onze rallyes mondiaux. Troisième épreuve de la saison, le Safari inaugure les rallyes sur terre, après le rallye Monte-Carlo et le rallye de Suède, traditionnelles manches hivernales. Les épreuves du championnat sont réservées aux voitures des catégories suivantes :
- Groupe 1 : voitures de tourisme de série
- Groupe 2 : voitures de tourisme spéciales
- Groupe 3 : voitures de grand tourisme de série
- Groupe 4 : voitures de grand tourisme spéciales

Tenante du titre et vainqueur à Monte-Carlo et en Suède, la Scuderia Lancia arrive au Kenya en position de force, d'autant que sa principale rivale Fiat ne participe pas à la célèbre épreuve africaine. Lancia a minutieusement préparé cette course, Sandro Munari ayant commencé les reconnaissances en février avec une version 'piste' de la Stratos. Bien que ne visant pas le championnat, Alpine-Renault, Datsun, Mitsubishi, Peugeot et Renault ont également soigné leur préparation, une victoire au Safari générant d'importantes retombées médiatiques.

### L'épreuve

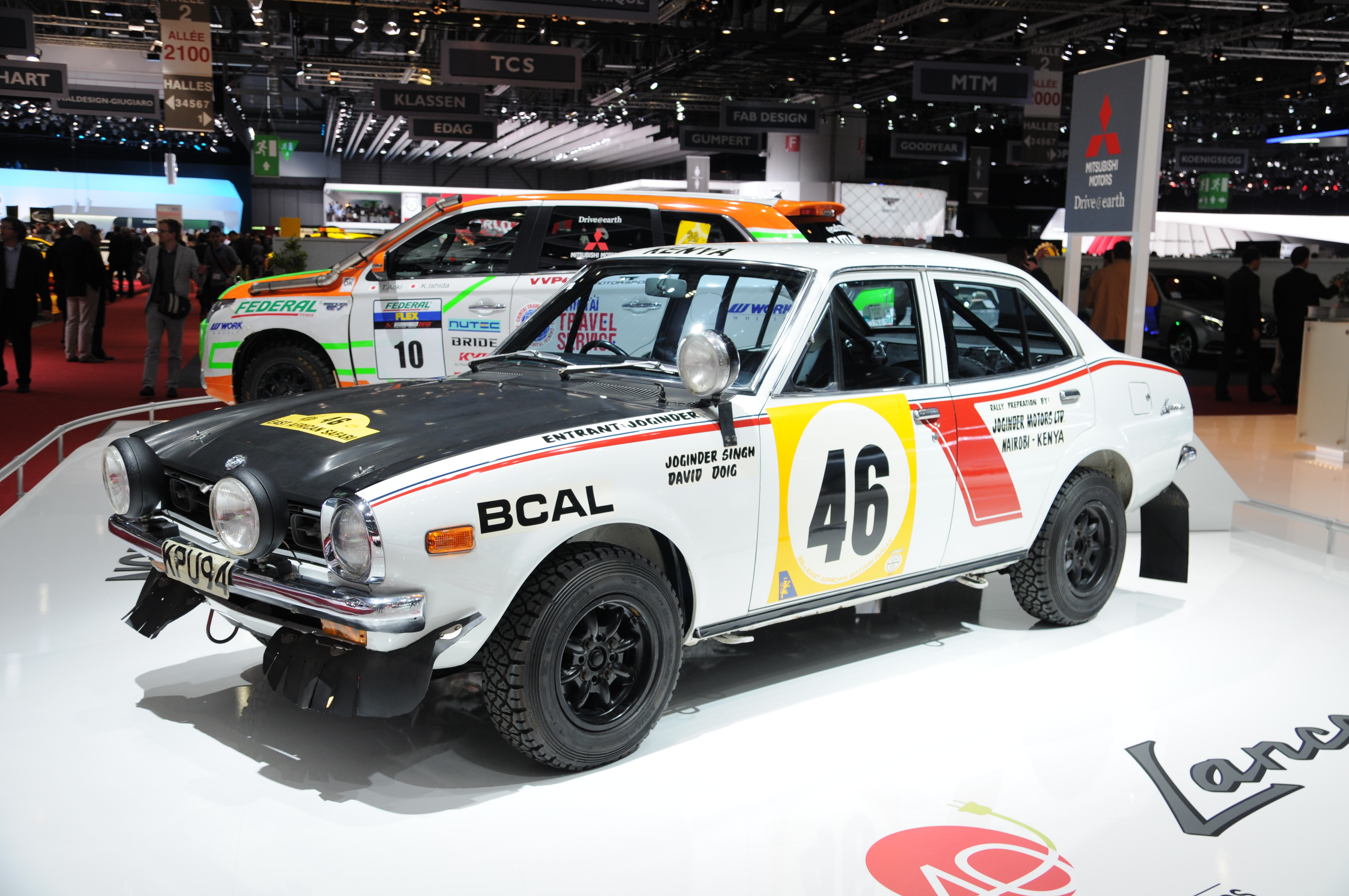
La Mitsubishi Lancer de Joginder Singh, victorieuse en 1974.

Créé en 1953 sous le nom de 'Coronation Safari' (en hommage à la reine Élisabeth II, couronnée un an plus tôt), rebaptisé 'East African Safari' en 1960, ce rallye africain a rapidement acquis une renommée internationale et attiré de nombreux constructeurs désireux de promouvoir la robustesse de leurs modèles. Organisé au printemps, il se dispute sur des pistes réputées difficiles où les moyennes imposées sont pratiquement irréalisables. Depuis 1974, l'épreuve se court intégralement au Kenya, les secteurs tanzaniens ayant été abandonnés. Sur vingt-deux éditions, une seule a été remportée par un pilote européen, Hannu Mikkola ayant imposé sa Ford Escort en 1972. L'édition 1974 a pour la première fois consacré le constructeur japonais Mitsubishi.

## Le parcours
- départ : 27 mars 1975 de Nairobi
- arrivée : 31 mars 1975 à Nairobi
- distance : environ 5800 km, avec 80 points de contrôle horaire
- surface : terre et rocaille
- Parcours divisé en deux étapes[3]

### Première étape
Nairobi - Mombasa - Nairobi, du 27 au 28 mars

### Deuxième étape
Nairobi - Kitale - Nairobi, du 29 au 31 mars

## Les forces en présence
- Lancia

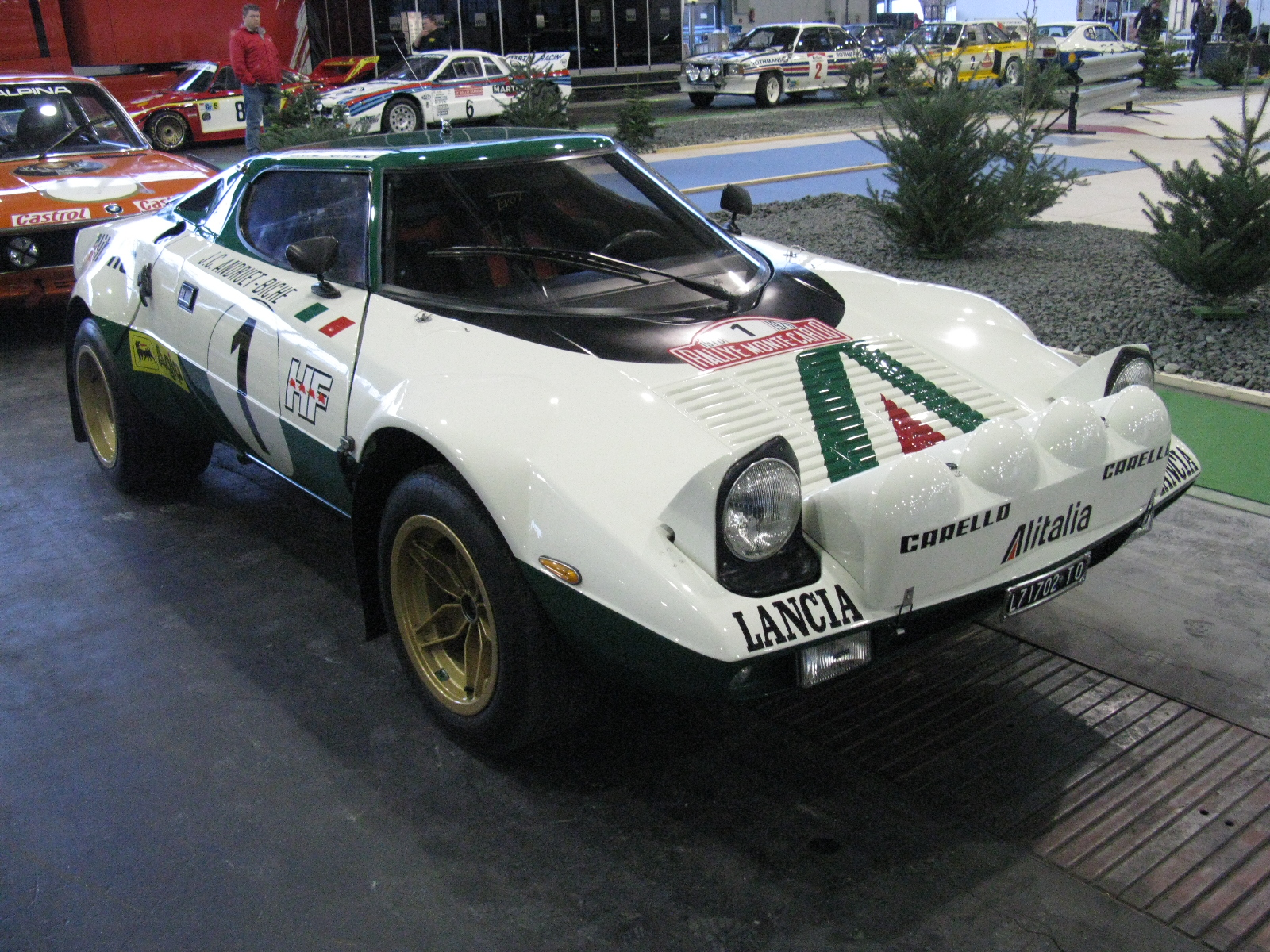
Une Lancia Stratos groupe 4 (ici dans une version non renforcée).

L'équipe officielle Lancia-Alitalia a engagé deux Stratos HF groupe 4 pour Sandro Munari et Björn Waldegård, ainsi qu'un coupé Beta groupe 4 pour Shekhar Mehta. Renforcée pour le Safari, la Stratos pèse environ une tonne et est équipée d'un moteur légèrement dégonflé, la puissance du V6 Dino de 2400 cm3 en version douze soupapes ayant été ramenée à 225 chevaux. Le coupé Beta dispose d'un quatre cylindres 1800 cm3 développant environ 180 chevaux, la voiture pesant également une tonne. Épaulant l'équipe d'usine, le team Preston a engagé une Stratos pour Vic Preston Jr. et un coupé Beta pour Robin Ulyate.
- Peugeot

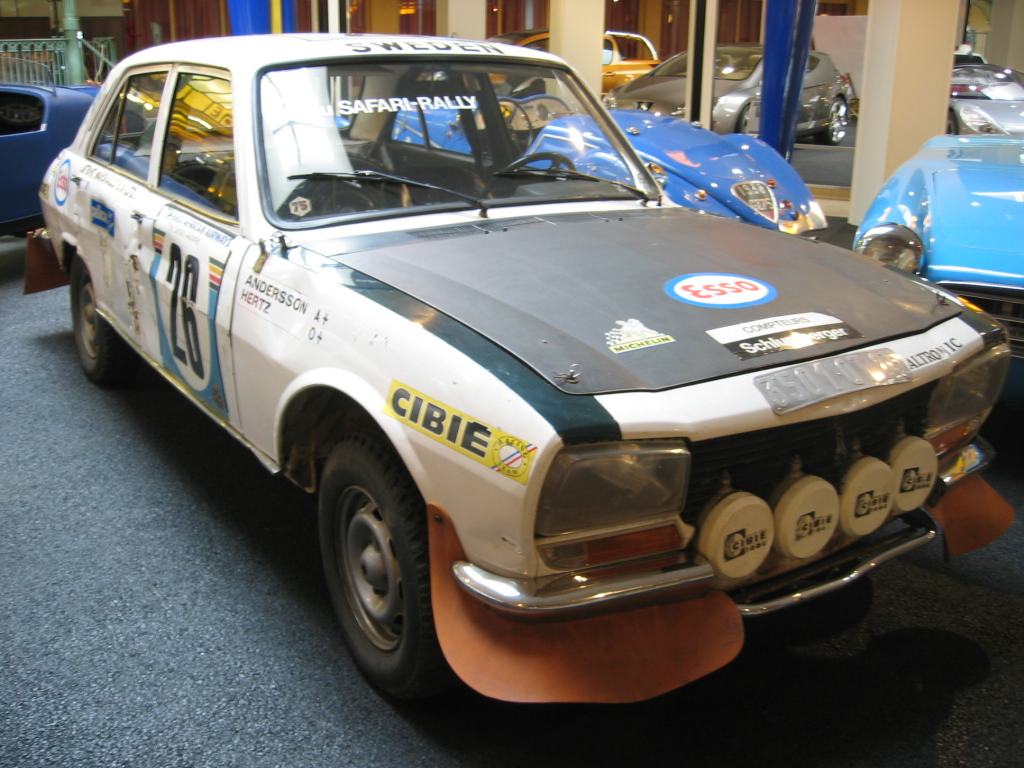
La Peugeot 504 groupe 2 d'Ove Andersson

Spécialiste des rallyes africain, Peugeot, vainqueur du rallye du Bandama 1974, a engagé
quatre 504 groupe 2 (moteur deux litres à injection, 170 chevaux à 6500 tr/min, 1300 kg) pour Hannu Mikkola, Timo Mäkinen, Ove Andersson et Bert Shankland. Robustes, particulièrement efficaces sur les pistes défoncées, les 504 sont au rang des favorites.
- Datsun

En plus des très nombreuses Datsun privées engagées par des équipages locaux, le constructeur japonais a engagé officiellement un coupé 260Z groupe 4 pour Hans Schüller et deux Violet groupe 2 pour Harry Källström et Zully Remtulla.
- Mitsubishi

Représentant officiellement Mitsubishi, le Joginder's team a engagé trois Lancer 1600 cm3 groupe 2 pour Joginder Singh (vainqueur en 1974 sur un modèle identique), Andrew Cowan et Davinder Singh (frère cadet de Joginder). La puissance de ces voitures de 950 kg est de l'ordre de 160 chevaux à 7500 tr/min.
- Alpine-Renault

Deux berlinettes groupe 4 (1800 cm3, 175 ch) ont été engagées par le constructeur dieppois. Elles sont confiées à Jean-Luc Thérier et Rob Collinge. Accidenté lors des reconnaissances et rapatrié en France, Jean-Pierre Nicolas a dû déclarer forfait. Robert Neyret dispose d'une berlinette privée.
- Renault

La Régie a engagé deux Renault 17 Gordini groupe 2 pour Jean-François Piot et le pilote local Jack Simonian. Ces voitures sont équipées d'un moteur 1800 cm3 d'une puissance de l'ordre de 170 chevaux.
- Opel

Rauno Aaltonen, copiloté par l'ancien vainqueur Edgar Herrmann, dispose d'une Ascona groupe 2 préparée par Irmscher.

## Déroulement de la course

### Première étape: du 27 au 28 mars

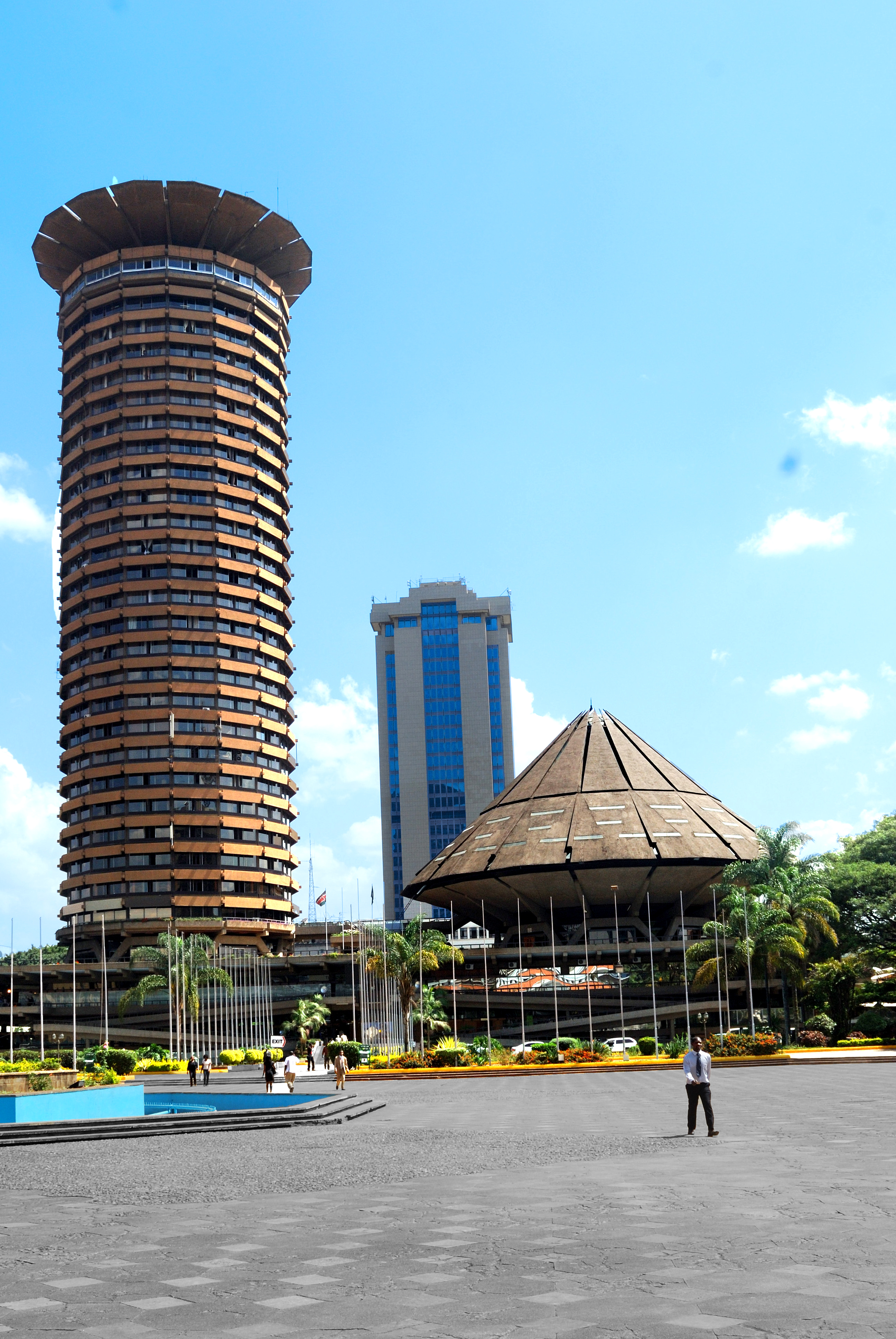
Le départ est donné devant le KICC

Le départ est donné de Nairobi le jeudi, devant le centre international de conférence, par le président Jomo Kenyatta. La première voiture (la Peugeot 504 de Timo Mäkinen, porteur du numéro 1) s'élance à 16 heures, les 75 concurrents s'élançant de minute en minute. La saison des pluies n'est pas encore commencée et les pistes sont très poussiéreuses, posant des problèmes de visibilité aux équipages. Premier leader, Hannu Mikkola (Peugeot 504) ne peut résister longtemps à la Lancia Stratos de Björn Waldegård, qui le devance au quatrième contrôle horaire. Sur la seconde Stratos, Sandro Munari a perdu beaucoup de temps à cause d'une crevaison due à un accrochage avec Mäkinen qu'il tentait de dépasser. Peu après, roulant dans le sillage de la Mitsubishi de Joginder Singh, Mikkola, aveuglé par la poussière, sort de la route dans un virage qui se referme et doit abandonner. Mäkinen prend alors la seconde place et remonte peu à peu sur Waldegård (qui privé d'éclairage perd plusieurs minutes), avant de prendre la tête au contrôle de Maungu. Mais aux environs de Malindi, alors qu'il maintenait son avance sur ses poursuivants directs, Mäkinen doit également renoncer, boulon de bielle cassé. C'est un coup dur pour Peugeot, qui à peine à moitié de la première étape a déjà perdu deux de ses fers de lance ! Revenu en troisième position après quelques problèmes d'alternateur en début de course, Jean-Luc Thérier vient également d'abandonner, moteur cassé.
L'abandon de la Peugeot n°1 permet à Waldegård de retrouver la tête de la course. A Mombasa, le pilote suédois devance Joginder Singh et Ove Andersson (Peugeot 504), auteur d'une course régulière et bien remonté après un accrochage avec un chauffard aussitôt après le départ. Peu avant le retour à Nairobi, Joginder Singh passe à l'attaque et déborde Waldegård, terminant l'étape avec un avantage de douze minutes sur la Lancia. Toujours troisième, Andersson est en position d'attente, comptant quarante-deux minutes de retard sur la Mitsubishi de tête.
| Pos. | Pilote          | Copilote         | Voiture                | Écart        | Groupe |
| ---- | --------------- | ---------------- | ---------------------- | ------------ | ------ |
| 1    | Joginder Singh  | David Doig       | Mitsubishi Colt Lancer |              | 2      |
| 2    | Björn Waldegård | Hans Thorszelius | Lancia Stratos HF      | + 12 min     | 4      |
| 3    | Ove Andersson   | Arne Hertz       | Peugeot 504            | + 42 min     | 2      |
| 4    | Zully Remtulla  | Nizar Jivani     | Datsun Violet 710      | + 1 h 23 min | 2      |
| 5    | Andrew Cowan    | John Mitchell    | Mitsubishi Colt Lancer | + 1 h 25 min | 2      |

### Deuxième étape: du 29 au 31 mars
Après une nuit assez courte, les rescapés repartent de Nairobi pour effectuer la boucle nord de l'épreuve, plus difficile. Le terrain est favorable à la robuste Mitsubishi de Joginder Singh, qui maintient son avance sur la Stratos de Björn Waldegård. À Kitale, l'écart entre les deux hommes est de onze minutes, il est resté stable au cours des 1500 premiers kilomètres de l'étape. Se maintenant en troisième position, Andersson est relégué à plus d'une heure. Munari (Stratos) est remonté en quatrième position. Derrière, la lutte pour la cinquième place est serrée entre Andrew Cowan (Mitsubishi), Jean-François Piot (Renault 17) et Bert Shankland (Peugeot 504).

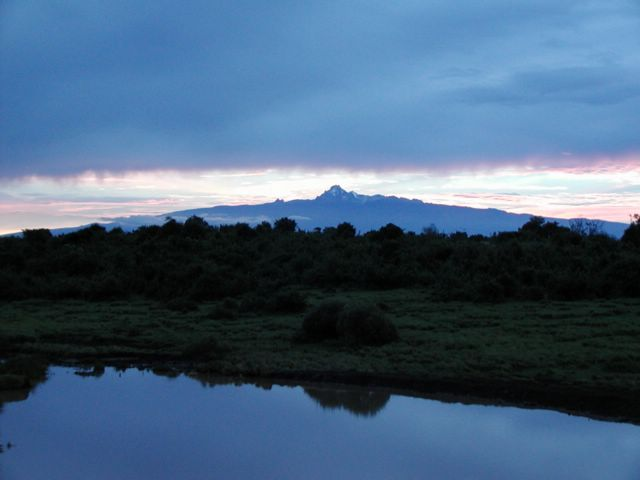
La deuxième étape longe le mont Kenya (à l'arrière plan).

L'issue de la course va cependant basculer 300 kilomètres plus loin, lorsque la Mitsubishi de tête est longuement retardée par un bris de soupape. La culasse est faussée et Joginder perd plus de cinq heures avant de pouvoir reprendre la piste, tombant à la neuvième place du classement. Waldegård est à nouveau en tête, avec soixante-quatre minutes d'avance sur Andersson et quatre-vingt-quatre sur Munari, qui se montre très rapide sur cette étape. Piot a débordé Cowan pour le gain de la quatrième place. La victoire semble acquise à Lancia mais aux environs de Nakuru une importante fuite d'huile survenue sur la Stratos de tête va coûter plus d'une heure à Waldegård, permettant à Andersson de revenir à une minute du leader, alors que Joginder a dû abandonner, le moteur n'ayant pas tenu. Au contrôle suivant, Andersson a pris la tête, Waldegård ayant été retardé par des crevaisons. Le pilote Lancia va abandonner tout espoir de victoire un peu plus tard, d'abord victime d'un problème de pompe à eau lui faisant perdre plus de trente minutes, puis de soucis de boîte de vitesses lui coûtant deux heures. Passé en seconde position, Munari continue à attaquer et revient à portée de la Peugeot de tête, mais trois crevaisons successives aux environs du Mont Kenya vont mettre un terme à ses espoirs de victoire.
Dès lors, Andersson a course gagnée. Ayant su éviter tous les pièges (seulement deux crevaisons sur l'ensemble du parcours !), il regagne Nairobi avec plus d'une demi-heure d'avance sur Munari, permettant à Peugeot d'obtenir une cinquième victoire au Safari. Malgré ses ennuis, Waldegård termine troisième devant Cowan, alors que Piot a dû abandonner à trois cents kilomètres de l'arrivée, embrayage cassé. Battue, l'équipe Lancia effectue néanmoins une belle opération au championnat du monde, accentuant considérablement son avance sur Fiat qui avait fait l'impasse sur cette épreuve.

### Classement général
| Pos | No | Pilote          | Copilote         | Voiture                | Pénalisations | Écart         | Groupe |
| --- | -- | --------------- | ---------------- | ---------------------- | ------------- | ------------- | ------ |
| 1   | 26 | Ove Andersson   | Arne Hertz       | Peugeot 504            | 11 h 58 min   |               | 2      |
| 2   | 3  | Sandro Munari   | Lofty Drews      | Lancia Stratos HF      | 12 h 36 min   | + 38 min      | 4      |
| 3   | 8  | Björn Waldegård | Hans Thorszelius | Lancia Stratos HF      | 13 h 58 min   | + 1 h 59 min  | 4      |
| 4   | 33 | Andrew Cowan    | John Mitchell    | Mitsubishi Colt Lancer | 14 h 31 min   | + 2 h 33 min  | 2      |
| 5   | 36 | Bert Shankland  | Chris Bates      | Peugeot 504            | 15 h 01 min   | + 3 h 03 min  | 2      |
| 6   | 14 | Zully Remtulla  | Nizar Jivani     | Datsun Violet 710      | 16 h 34 min   | + 4 h 36 min  | 2      |
| 7   | 34 | Johnny Hellier  | Kanti Shah       | Datsun 160B            | 18 h 12 min   | + 6 h 14 min  | 2      |
| 8   | 39 | Davinder Singh  | Roger Barnard    | Mitsubishi Colt Lancer | 19 h 05 min   | + 7 h 07 min  | 2      |
| 9   | 27 | Frank Tundo     | Anton Levitan    | Datsun Violet 710      | 19 h 15 min   | + 7 h 17 min  | 2      |
| 10  | 19 | Prem Choda      | Paura Choda      | Mitsubishi Colt Lancer | 23 h 01 min   | + 11 h 03 min | 2      |

### Hommes de tête
- Hannu Mikkola -  Jean Todt (Peugeot 504) : au début de la première étape
- Björn Waldegård -  Hans Thorszelius (Lancia Stratos HF) : au cours de la première étape
- Timo Mäkinen -  Henry Liddon (Peugeot 504) : au cours de la première étape, après le contrôle de Maungu
- Björn Waldegård -  Hans Thorszelius (Lancia Stratos HF) : au cours de la première étape, après le contrôle de Kokotoni
- Joginder Singh -  David Doig (Mitsubishi Colt Lancer) : jusqu'au début de la deuxième étape
- Björn Waldegård -  Hans Thorszelius (Lancia Stratos HF) : au cours de la deuxième étape
- Ove Andersson -  Arne Hertz (Peugeot 504) : jusqu'à la fin de la deuxième étape

## Résultats des principaux engagés
| No | Pilote             | Copilote           | Voiture                | Groupe | Classement général                          | Class. groupe |
| -- | ------------------ | ------------------ | ---------------------- | ------ | ------------------------------------------- | ------------- |
| 1  | Timo Mäkinen       | Henry Liddon       | Peugeot 504            | 2      | ab. dans première étape (boulon de bielle)  | -             |
| 2  | Shekhar Mehta      | Mike Doughty       | Lancia Beta Coupé      | 4      | ab. dans deuxième étape (amortisseurs)      | -             |
| 3  | Sandro Munari      | Lofty Drews        | Lancia Stratos HF      | 4      | 2e à 38 min                                 | 1er           |
| 4  | Joginder Singh     | David Doig         | Mitsubishi Colt Lancer | 2      | ab. dans deuxième étape (soupapes)          | -             |
| 5  | Jean-Luc Thérier   | Michel Vial        | Alpine A110 1800       | 4      | ab. dans première étape (moteur)            | -             |
| 6  | Rob Collinge       | Rob Combes         | Alpine A110 1800       | 4      | ab. dans première étape (embrayage)         | -             |
| 8  | Björn Waldegård    | Hans Thorszelius   | Lancia Stratos HF      | 4      | 3e à 1 h 59 min                             | 2e            |
| 9  | Robin Ulyate       | Ivan Smith         | Lancia Beta Coupé      | 4      | ab. dans deuxième étape (amortisseurs)      | -             |
| 11 | Harry Källström    | Sture Bosström     | Datsun 160J            | 2      | ab. dans première étape (moteur)            | -             |
| 12 | Hannu Mikkola      | Jean Todt          | Peugeot 504            | 2      | ab. dans première étape (accident)          | -             |
| 14 | Zully Remtulla     | Nizar Jivani       | Datsun Violet 710      | 2      | 6e à 4 h 37 min                             | 4e            |
| 16 | Hans Schüller      | Dieter Steinmann   | Datsun 260Z            | 4      | ab. dans deuxième étape (hors-délai)        | -             |
| 17 | Mike Kirkland      | Bruce Field        | Datsun 260Z            | 4      | ab. dans deuxième étape (suspension)        | -             |
| 19 | Prem Choda         | Paura Choda        | Mitsubishi Colt Lancer | 2      | 10e à 11 h 03 min                           | 8e            |
| 23 | Robert Neyret      | Jacques Terramorsi | Alpine A110 1800       | 4      | 13e à 11 h 39 min                           | 4e            |
| 26 | Ove Andersson      | Arne Hertz         | Peugeot 504            | 2      | 1er                                         | 1er           |
| 27 | Frank Tundo        | Anton Levitan      | Datsun Violet 710      | 2      | 9e à 7 h 17 min                             | 7e            |
| 28 | Michel Popineau    | Decorps            | Citroën DS 23          | 2      | ab. dans deuxième étape (moteur)            | -             |
| 29 | Vic Preston Jr     | John Lyall         | Lancia Stratos HF      | 4      | 11e à 11 h 06 min                           | 3e            |
| 31 | Jack Simonian      | Peter Huth         | Renault 17 Gordini     | 2      | ab. dans première étape (boîte de vitesses) | -             |
| 33 | Andrew Cowan       | John Mitchell      | Mitsubishi Colt Lancer | 2      | 4e à 2 h 33 min                             | 2e            |
| 34 | Johnny Hellier     | Kanti Shah         | Datsun 160B            | 2      | 7e à 6 h 15 min                             | 5e            |
| 35 | Jean-François Piot | Jean de Alexandris | Renault 17 Gordini     | 2      | ab. dans deuxième étape (embrayage)         | -             |
| 36 | Bert Shankland     | Chris Bates        | Peugeot 504            | 2      | 5e à 3 h 03 min                             | 3e            |
| 38 | Rauno Aaltonen     | Edgar Herrmann     | Opel Ascona            | 2      | ab. dans deuxième étape (hors-délai)        | -             |
| 39 | Davinder Singh     | Roger Barnard      | Mitsubishi Colt Lancer | 2      | 8e à 7 h 07 min                             | 6e            |
| 87 | Bill Fritschy      | Peter Moon         | Porsche 911            | 4      | ab. dans deuxième étape                     | -             |

## Classement du championnat à l'issue de la course
- attribution des points : 20, 15, 12, 10, 8, 6, 4, 3, 2, 1 respectivement aux dix premières marques de chaque épreuve (sans cumul, seule la voiture la mieux classée de chaque constructeur marque des points)
- seuls les sept meilleurs résultats (sur onze épreuves) sont retenus pour le décompte final des points.
- initialement prévu du 22 au 27 avril, le rallye du Portugal devait être la quatrième manche du championnat[4], mais, pour raisons électorales, sera finalement organisé du 18 au 21 juillet, après le rallye du Maroc[5].
- le rallye de Rideau Lakes, prévu du 15 au 19 octobre[4], sera annulé en cours de saison.

| Pos. | Marque         | Points | M-C | SUE | SAF | ACR | MAR | POR | FIN | SAN | RID | COR | RAC |
| ---- | -------------- | ------ | --- | --- | --- | --- | --- | --- | --- | --- | --- | --- | --- |
| 1    | Lancia         | 55     | 20  | 20  | 15  |     |     |     |     |     |     |     |     |
| 2    | Fiat           | 23     | 15  | 8   | -   |     |     |     |     |     |     |     |     |
| 3    | Peugeot        | 20     | -   | -   | 20  |     |     |     |     |     |     |     |     |
| 4    | Saab           | 15     | -   | 15  | -   |     |     |     |     |     |     |     |     |
| 5    | Mitsubishi     | 10     | -   | -   | 10  |     |     |     |     |     |     |     |     |
| 6    | Renault        | 8      | 8   | -   | -   |     |     |     |     |     |     |     |     |
| 7    | Alpine-Renault | 6      | 6   | -   | -   |     |     |     |     |     |     |     |     |
| 7=   | Datsun         | 6      | -   | -   | 6   |     |     |     |     |     |     |     |     |
| 9    | Porsche        | 4      | 4   | -   | -   |     |     |     |     |     |     |     |     |
| 9=   | Škoda          | 4      | -   | 4   | -   |     |     |     |     |     |     |     |     |
| 11   | Alfa Romeo     | 3      | 3   | -   | -   |     |     |     |     |     |     |     |     |
| 11=  | Opel           | 3      | -   | 3   | -   |     |     |     |     |     |     |     |     |
| 13   | Volvo          | 2      | -   | 2   | -   |     |     |     |     |     |     |     |     |
| 14   | BMW            | 1      | 1   | -   | -   |     |     |     |     |     |     |     |     |
| 14=  | Ford           | 1      | -   | 1   | -   |     |     |     |     |     |     |     |     |